# Cratere Von Siebold
Von Siebold è un cratere sulla superficie di Venere.
La depressione è intitolata a Regina Josepha von Siebold, medico e ostetrica tedesca.